# Wereldkampioenschappen moderne vijfkamp 1983
De wereldkampioenschappen moderne vijfkamp 1983 werden apart gehouden voor mannen en vrouwen. De vrouwen streden in Göteborg in Zweden en de mannen in het Duits Warendorf. Er stonden vier onderdelen op het programma, twee voor de mannen en twee voor de vrouwen.

## Medailles

### Mannen
| Onderdeel   | Goud | Goud                                                  | Zilver | Zilver                                       | Brons | Brons                              |
| ----------- | ---- | ----------------------------------------------------- | ------ | -------------------------------------------- | ----- | ---------------------------------- |
| Individueel | URS  | Anatoli Starostin                                     | HUN    | Tamás Szombathelyi                           | URS   | Jevgeni Zinkovski                  |
| Team        | URS  | Anatoli Starostin Jevgeni Zinkovski Aleksej Kjaplanov | HUN    | Gábor Pajor László Fábián Tamás Szombathelyi | FRA   | Paul Four Joël Bouzou Bruno Génard |

### Vrouwen
| Onderdeel   | Goud | Goud                                        | Zilver | Zilver                                | Brons | Brons                                       |
| ----------- | ---- | ------------------------------------------- | ------ | ------------------------------------- | ----- | ------------------------------------------- |
| Individueel | CAN  | Lynn Chernobrywy                            | SWE    | Anne Ahlgren                          | GBR   | Sarah Parker                                |
| Team        | GBR  | Sarah Parker Teresa Purton Victoria Sowarby | FRG    | Berit Walz Sabine Krapf Barbara Korsa | SWE   | Anne Ahlgren Maria Larsson Marianne Sigmond |

### Medaillespiegel
| Plaats | Land                     | Goud | Zilver | Brons | Totaal |
| 1      | Sovjet-Unie              | 2    | 0      | 1     | 3      |
| 2      | Verenigd Koninkrijk      | 1    | 0      | 1     | 2      |
| 3      | Canada                   | 1    | 0      | 0     | 1      |
| 4      | Hongarije                | 0    | 2      | 0     | 2      |
| 5      | Zweden                   | 0    | 1      | 1     | 2      |
| 6      | Bondsrepubliek Duitsland | 0    | 1      | 0     | 1      |
| 6      | Frankrijk                | 0    | 0      | 1     | 1      |
| Totaal | Totaal                   | 4    | 4      | 4     | 12     |